# Dragoslavec
Dragoslavec is een plaats in de gemeente Sveti Juraj na Bregu in de Kroatische provincie Međimurje. De plaats telt 460 inwoners (2001).